# Cmentarz wojenny nr 267 – Waryś
Cmentarz wojenny nr 267 – Waryś – cmentarz z okresu I wojny światowej, zaprojektowany przez Roberta Motkę, znajdujący się na przysiółku Waryś, należącym do miejscowości Borzęcin w gminie Borzęcin, w województwie małopolskim, w powiecie brzeskim. Jeden z ponad 400 zachodniogalicyjskich cmentarzy wojennych zbudowanych przez Oddział Grobów Wojennych C. i K. Komendantury Wojskowej w Krakowie. W VIII okręgu brzeskim cmentarzy tych jest 52.

## Opis cmentarza
Cmentarz znajduje się po prawej stronie drogi Bielcza – Radłów, w odległości około 20 m od drogi, na obrzeżu lasu. Jest z drogi widoczny, oddzielony od niej jest bowiem tylko pasem łąki. Ma kształt prostokąta o łącznej powierzchni 173 m². Ogrodzenie tworzą dwa rzędy stalowych rur rozpięte między solidnymi, murowanymi słupkami. Wejście przez jednoskrzydłową metalową furtkę między dwoma takimi samymi słupkami. Prowadzi od niej do pomnika alejka wysypana tłuczonym kamieniem. Pomnikiem centralnym jest betonowy postument zwieńczony krzyżem łacińskim. Jest na nim tablica inskrypcyjna z datą 1914–1915 i napisem: ERLOSCHEN SIND UNSERE NAMEN ABER UNSERE TÄTEN LEUCHTEN, co w tłumaczeniu na język polski oznacza: „Zgasły nasze imiona, ale nasze czyny świecą”. Na cmentarzu znajdują się 4 oryginalne nagrobki. W ich wnęce są drewniane krzyże łacińskie i tabliczki imienne, a nagrobki pokryte są dachówką.

## Polegli
Na cmentarzu pochowanych jest łącznie 56 żołnierzy poległych w I wojnie światowej, w tym:
- 26 żołnierzy armii austro-węgierskiej. Zidentyfikowano 19 z nich. Walczyli w K.u.K.IR28 i K.u.K.IR59
- 30 żołnierzy armii rosyjskiej. Zidentyfikowano dwóch.

Zginęli od 21 grudnia 1914 do 3 stycznia 1915 r.

## Losy cmentarza
Po II wojnie światowej nie dbano o cmentarze z I wojny. Ulegały w naturalny sposób niszczeniu przez czynniki pogody i roślinność, zdarzały się też akty wandalizmu. Zaczęto o nie dbać dopiero od lat 90. Cmentarz nr 267 zachował się w dość dobrym stanie. Zniknęły rury ogrodzenia, naturalnemu zniszczeniu uległy drewnianene krzyże, ale zachowały się słupki ogrodzeniowe, nagrobki, pomnik centralny i tabliczki imienne  z częściowo zatartymi nazwiskami. Cmentarz poddano remontowi. Według Roman Frodymy na krzyżu była jeszcze figura Chrystusa, na nowym krzyżu jej nie ma. Cmentarz jest pielęgnowany i w 2015 r. był w bardzo dobrym stanie.

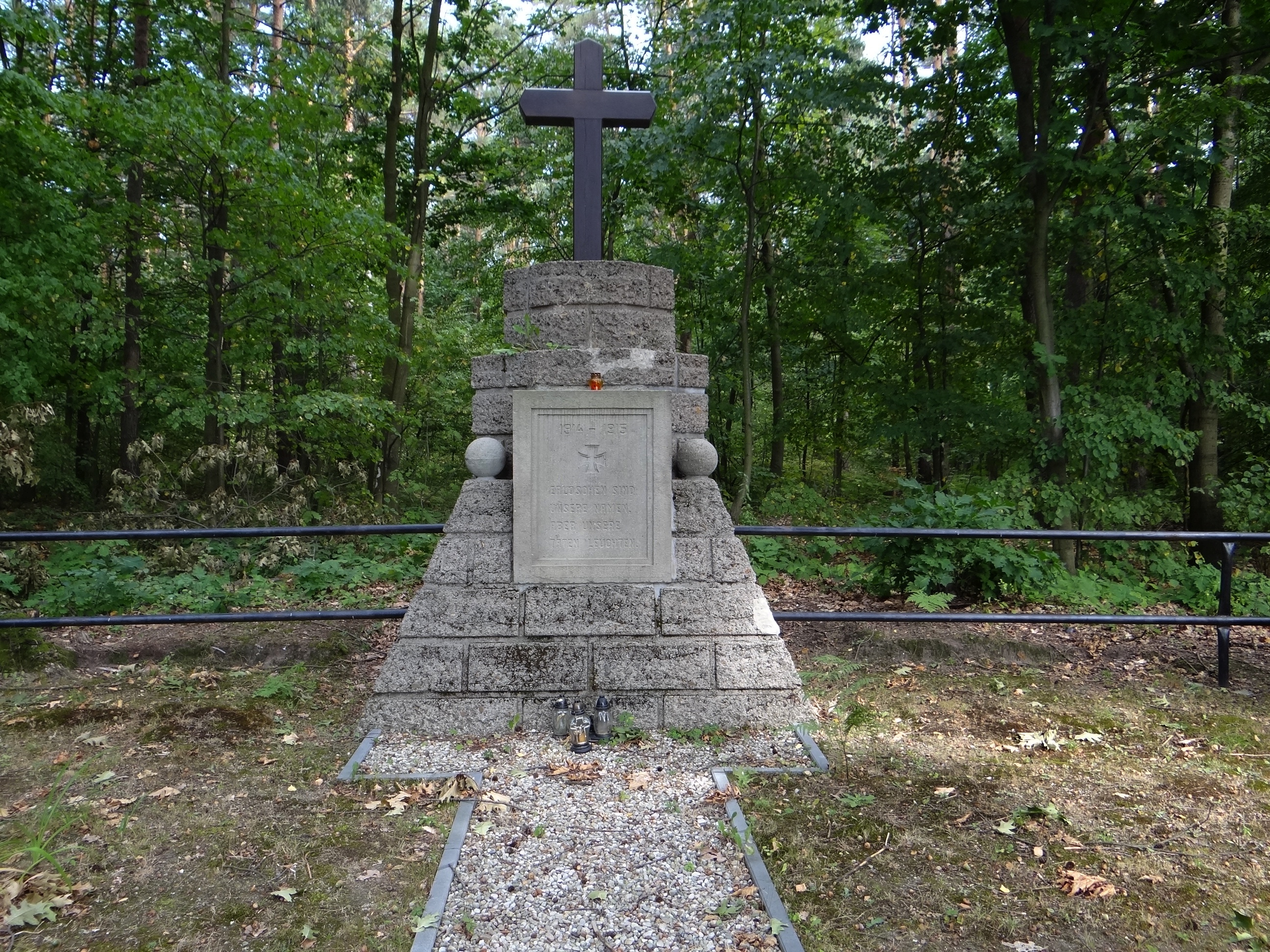
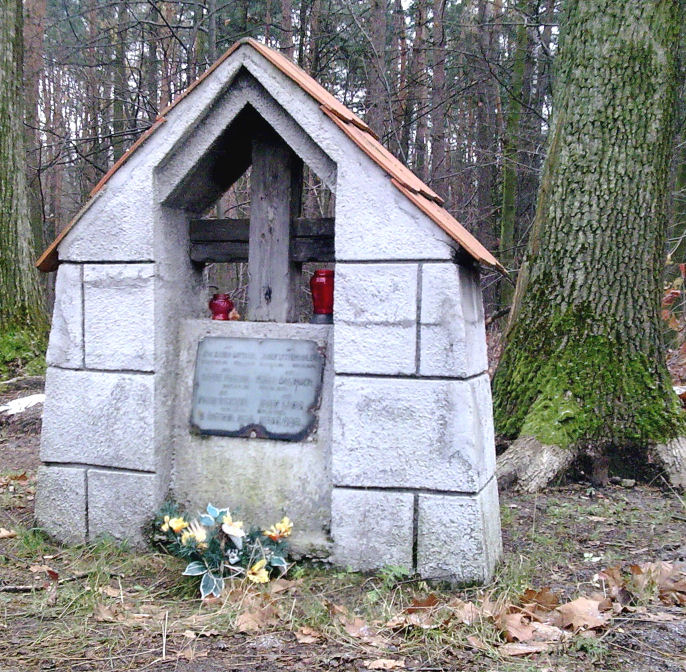
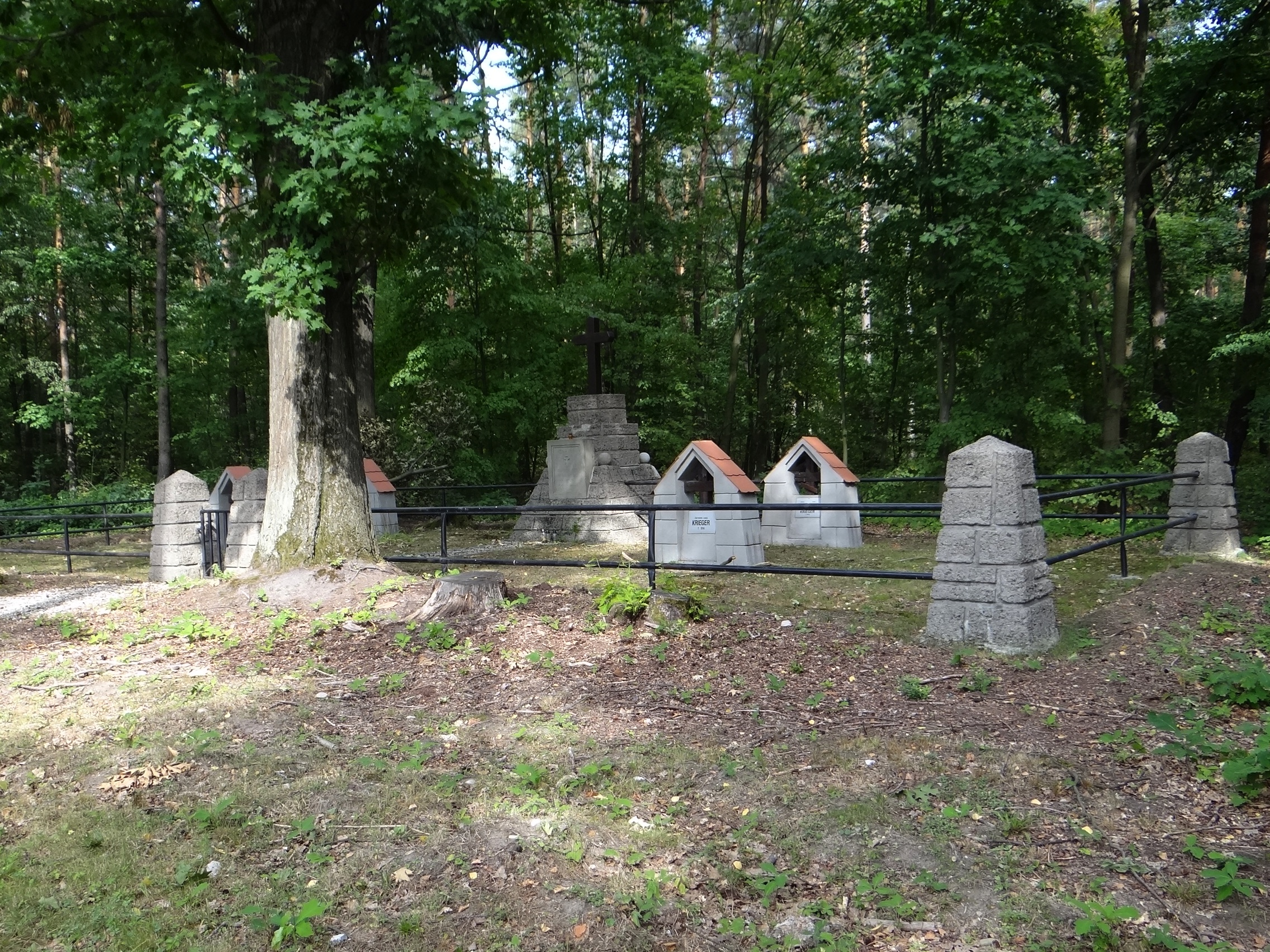
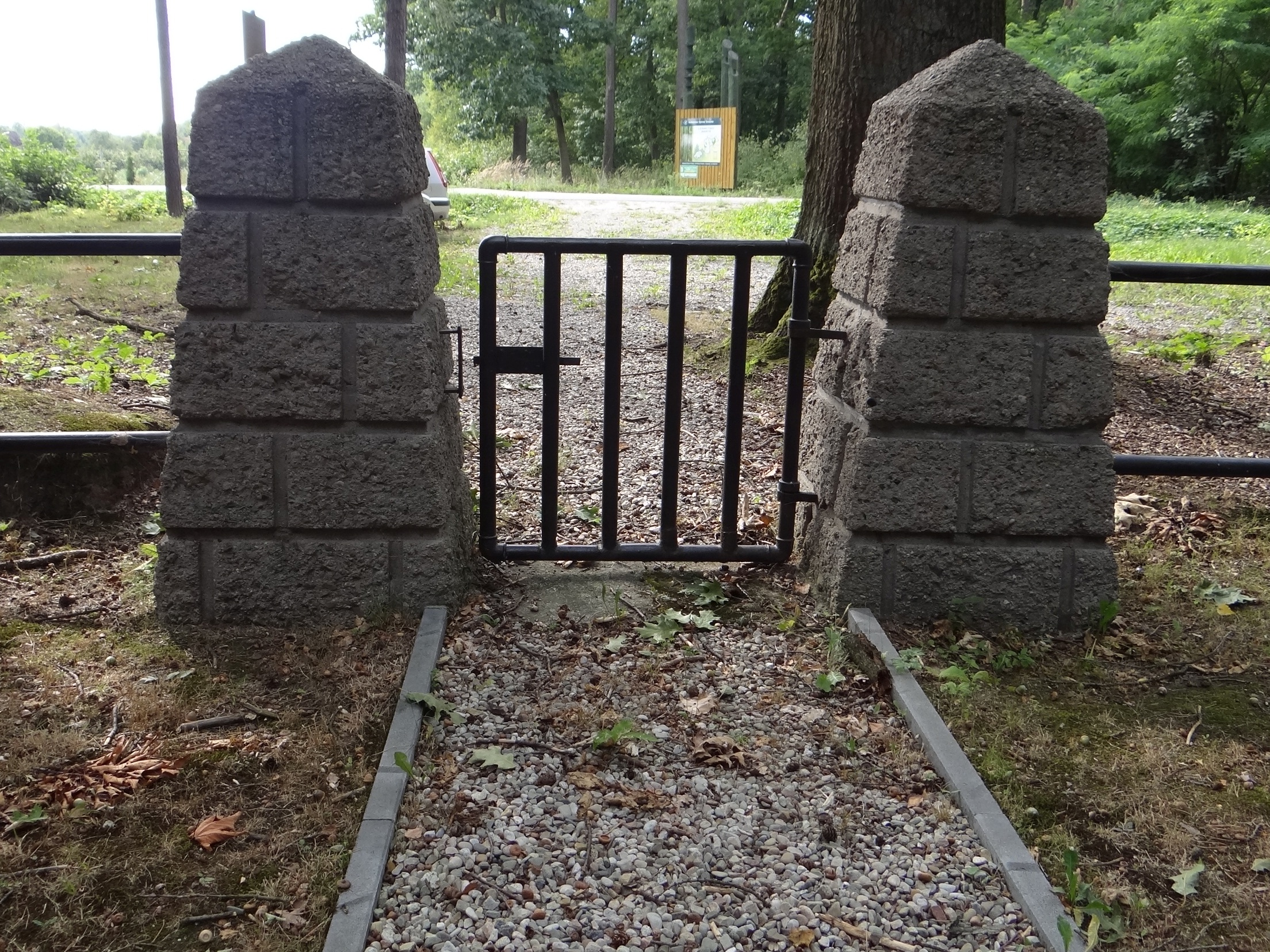